# Ilija (Banská Štiavnica, Slovačka)
Ilija (njemački: Ilia, Sankt Egidien; mađarski: Illés, Illiaje) naseljeno mjesto u sastavu okruga Banská Štiavnica i kraja Banskobistričkog u Slovačkoj.

## Stanovništvo
| Godina:     | 1994. | 2004. | 2014.   | 2024.   |
| ----------- | ----- | ----- | ------- | ------- |
| Broj ljudi: | 360   | 324   | 342     | 350     |
| Razlika:    |       | −10 % | +5,55 % | +2,33 % |

| Godina:     | 2023. | 2024.   |
| ----------- | ----- | ------- |
| Broj ljudi: | 358   | 350     |
| Razlika:    |       | −2,23 % |

## Vanjske poveznice
- Službena stranica Ilije  Arhivirana inačica izvorne stranice od 3. listopada 2011. (Wayback Machine)